# Văn học Wales
Văn học Wales (tiếng Wales: Llenyddiaeth Cymru, tiếng Anh: Welsh literature) là thuật ngữ bao hàm:
- Văn học tiếng Wales
- Văn học Wales bằng tiếng Anh
- Văn học cộng đồng Wales